# Taquinons la planète
Taquinons la planète est une émission de télévision humoristique québécoise diffusée du 7 septembre 1992 au 29 août 1994 à la Télévision de Radio-Canada. Elle fait suite à l'émission 100 Limite avec Les Bleu Poudre, composée de sketches et faux reportages.
Une émission spéciale, Taquinons 94, a été diffusée le 31 décembre 1994 à TQS. Une émission meilleurs moments a été diffusée le 1er août 2015 à Prise 2.

## Distribution
- Pierre Brassard : Animateur
- Jacques Chevalier
- Yvon Landry
- Ghislain Taschereau

## Réalisation
- Jacques Chevalier
- Yvon Landry
- François Dunn

## Personnages
- Bob Binette
- Roger Moquin
- Jacques Chevalier Longueuil
- Yasser Arrafat